# Nijlen
Nijlen (nederländskt uttal: [ˈnɛi̯lə(n)]) är en kommun i provinsen Antwerpen i regionen Flandern i Belgien. Kommunen har cirka 22 936 invånare (2020).